# Отсадочная машина
Отсадочная машина — (англ. jigging machine, jig. jigger) горная машина, оснащённая специальным оборудованием (грохот, камера), используемым для гравитационного обогащения полезных ископаемых, путём разделения смеси минералов преимущественно по плотностям под воздействием пульсирующего потока воды или воздуха.

## Характеристики промышленных отсадочных машин
- производительность по исходному продукту — до 300 т/ч
- рабочая площадь решёт — от 0,5 м²
- крупность питания — от 0,5 мм (с искусственной постелью)
- потребляемая мощность от 3 кВт
- масса до 30 т

## История возникновения
Аналоги современных отсадочных машин были известны с древних времён. Как правило, механизм приводился в действие за счёт ручной силы. Первым упоминанием применения отсадочной машины является машина, которая применялась в рудном бассейне Герц (Германия) в начале 19 века. Гарцевская поршневая отсадочная машина применялась для обогащения свинцовых руд. Французским инженером Марсо в 1867 году была применена разработанная им отсадочная машина с механическим приводом поршня. Позже, в 1892 году Баум изобрёл в Германии уже пневматическую отсадочную машину работающую за счёт обогащения воды сжатым воздухом. На более позднем этапе начали применяться диафрагмовые отсадочные машины, которые работали за счёт создания колебания среды, благодаря эластично закреплённой диафрагме.

## Применение отсадочных машин
- обогащение углей
- обогащение руды
- обогащение россыпей на драгах

## Рабочие инструменты отсадочных машин (на примере диафрагмовых отсадочных машин)
- камера
- подвижные конические днища
- резиновые манжеты
- цилиндрические обечайки
- пружина
- электропривод
- кривошипно-шатунный механизм
- рама-коромысло
- решётки
- грохоты
- коллектор

## Классификация отсадочных машин
по месту применения
- гидравлические отсадочные машины (процесс осуществляется в водной среде)
- пневматические осадочные машины (отсадка происходит в воздушной среде)

по конструкции приводного механизма
- поршневые отсадочные машины
- диафрагмовые отсадочные машины
- отсадочные машины с подвижными конусами
- отсадочные машины с подвижным решетом
- отсадочные машины с гидравлическим пульсатором
- беспоршневые отсадочные машины

по направлению разгружаемого продукта
- прямоточные отсадочные машины
- противоточные отсадочные машины

по способу разгрузки продуктов обогащения
- отсадочные машины с шиберной разгрузкой
- отсадочные машины с разгрузкой через решето
- отсадочные машины с комбинированной разгрузкой через шибер и решето

по числу ступеней
- одноступенчатые (однокамерные) отсадочные машины
- двухступенчатые отсадочные машины
- трёхступенчатые отсадочные машины
- многоступенчатые отсадочные машины

по целевому назначению
- отсадочные машины для обогащения мелкозернистого, крупнозернистого или неклассифицированного материала
- шламовые отсадочные машины

Кроме этого, также применяются отсадочные машины лабораторного типа (как правило с упрощённой конструкцией и небольшими габаритами) для научных исследований и проработки проб.